# Франко-вагон
Франко-вагон  (англ. Free On Rail, FOR) — торговый термин, не включенный в Инкотермс. Применение термина обусловлено торговым обычаем.
Это базисное условие поставок при железнодорожных перевозках, согласно которому продавец обязан:
- своевременно и за свой счёт заказать вагоны (платформы);
- погрузить в них товар;
- известить покупателя о сроке прибытия груза;
- предоставить ему транспортные документы

При этом покупатель несёт расходы, связанные с перевозкой груза и возможным риском от момента передачи товара железной дороге или экспедитору.